# Salsa balandra
La salsa balandra és una salsa tradicional de pescadors de la cuina catalana que es menja principalment amb plats de peix i en especial per a un plat típic dels pescadors de les costes de l'Ebre que es diu "caldo" i que és una mena de bullit de peix blanc i blau amb patates.
Bàsicament es tracta d'una mica de brou de peix espessit amb pa i enriquit amb una picada, que té un color ataronjat característic també d'altres salses molt típiques de la Catalunya Nova, com per exemple, la romesco. Es pot considerar parenta d'altres salses dels Països Catalans a base de vinagre com, per exemple, la salmorreta valenciana, l'esmarris de les terres de l'Ebre o l'allipebre valencià. La particularitat d'aquesta salsa, i de les seves cosines catalanes, enfront d'altres salses "taronges" occitanes (com per exemple la rolha) o mediterrànies d'altres llocs (com per exemple el mojo picón vermell canari) és el refinament que aporten els fruits secs.